# كويتشي واجيما
كويتشي واجيما (باليابانية: 輪島功一) مواليد 21 أبريل 1943 في شيبيتسو، هو ملاكم محترف ياباني سابق. حقق بطولة رابطة الملاكمة العالمية وبطولة المجلس العالمي للملاكمة.

## المسيرة الاحترافية
من نزالاته:
- خسر أمام بيدرو أديجي بالضربة القاضية (1969/10/30).

## إحصائيات
خاض خلال مسيرته 38 نزالا، فاز في 31 وتعادل في 1 وخسر في 6. فاز بالضربة القاضية في 25 نزالا.

## وصلات خارجية
- كويتشي واجيما على موقع بوكس ريك (الإنجليزية) (registration required)

- الموقع الرسمي